# 日本手造り腕時計協会
日本手造り腕時計協会（にほんてづくりうでどけいきょうかい、英：Japan Handcraft-Watch Association、略：JHA）は、日本の手造り時計の団体、企業。代表は篠原康治。

## 沿革
- 1988年 - JHAの前身となる腕時計工房ラコータ有限会社設立
- 1996年 - ジェー・エイチ・エイ有限会社設立

## 所在地
東京都武蔵野市吉祥寺本町2-21-10 モミジ第3ビル4階

### 業務
腕時計、懐中時計、日時計、星時計、クロックの製造販売。
手作り時計教室、時計作家の育成、支援。